# Stenosoma bellonae
Stenosoma bellonae es una especie de crustáceo isópodo marino de la familia Idoteidae.

## Distribución geográfica
Se distribuye por las costas del Atlántico de Marruecos, la zona del estrecho de Gibraltar y el Mediterráneo occidental.